# 캄보디아 구국당
캄보디아 구국당(CNRP; 크메르어: គណបក្សសង្គ្រោះជាតិ, UNGEGN: Kônâbâks Sângkrŏăh Chéatĕ, ALA-LC: Gaṇapaks
Sanggroaḥ Jāti km)은 캄보디아의 주요 정당이었다. 2012년 삼 랭시당과 인권당의 합당으로 창당되었다.
이 당은 자유와 인권의 강화, 자유롭고 공정한 선거 제정, 캄보디아의 "국가적 통합" 수호를 지지했다. 2013년 선거 이후 캄보디아 인민당의 유일한 도전자가 되었다. 공식 슬로건은 "구출, 봉사, 보호"(សង្គ្រោះ បម្រើ ការពារ Sângkrŏăh, Bâmreu, Karpéar)이며, CNRP의 로고는 떠오르는 태양이다.
당 대표 켐 소카는 2017년 9월에 체포되었고, 그 후 당은 훈 센 총리를 전복하려는 외세 음모의 일부라는 혐의로 해산 위기에 처했다. 이 사건은 집권당 인민당 상임위원인 딧 문티 대법원장이 이끄는 캄보디아 대법원에서 심리되었다.
2017년 11월 16일, 대법원은 CNRP를 금지하기로 판결했다. 아세안 인권 의원 회의 의장인 찰스 산티아고는 이러한 조치를 "캄보디아 민주주의의 마지막 못"이라고 불렀다. 이 판결의 결과로 489명의 코뮌 의장과 55명의 국회의원을 포함한 모든 CNRP 공직자들은 직위를 잃었고, 그들의 의석은 다른 정당에 배정되었다. 또한 118명의 고위 당직자들은 5년 동안 정치 활동이 금지되었다. 당의 전 국회의원 중 약 절반은 부총재 무 소추아를 포함하여 10월 이전에 집권당의 체포를 두려워하여 이미 캄보디아를 탈출했다. 당의 강제 해산은 국제 사회의 비난과 결정 철회 요구를 불러일으켰다.

## 당 강령
CNRP의 7대 정책:
1. 65세 이상 노인에게 월 40,000리엘 또는 10달러의 연금 지급.
2. 노동자에게 월 600,000리엘 또는 150달러의 최저 임금 지급.
3. 공무원에게 월 1,000,000리엘 또는 250달러의 최저 임금 지급.
4. 농산물 가격 보장 (쌀 최저 가격은 킬로당 1,000리엘 또는 0.25달러) 및 시장 보장.
5. 빈곤층을 위한 무료 의료 서비스.
6. 젊은이들의 양질의 교육 및 고용에 대한 동등한 기회.
7. 연료, 비료, 전기 가격 및 대출 이자 인하.

## 정책

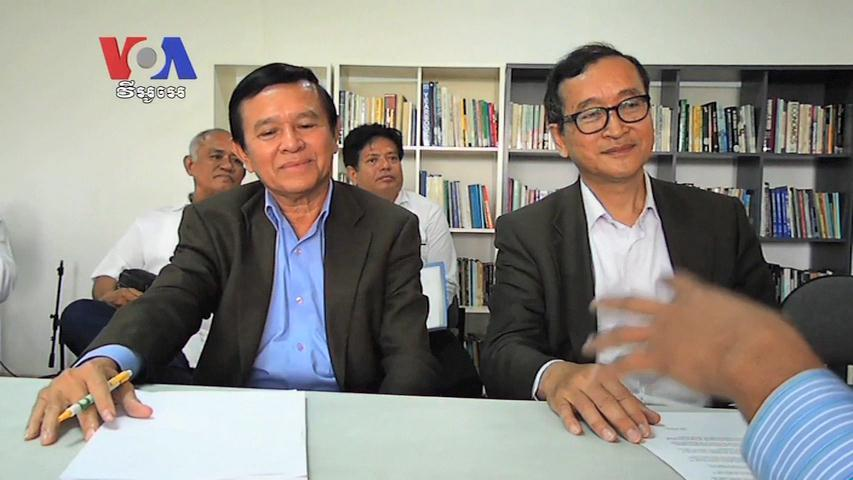
켐 소카와 삼 랭시가 필리핀 마닐라에서 정당 합병을 논의한다.

### 국내 정책
CNRP의 국내 정책은 다음 원칙에 기반하여 차별, 후원 및 족벌주의를 금지함으로써 국민 화합을 증진했다.
- 비폭력 투쟁과 평화적 문제 해결.
- 인권 존중 및 준수.
- 국적법 및 이민법의 효과적인 집행을 통해 불법 이민 문제 해결.
- 정치, 경제, 사회 생활에서 국가의 인권, 자유 및 평등한 기회를 보장하는 사회 정의.
- 권력이 국민에게 속하는 다원적 자유민주주의.
- 수출, 경쟁력 및 국가 자원 보존에 중점을 둔 지속 가능한 발전.
- 동성결혼에 대한 국민투표 제안.[10]

### 경제
CNRP는 경제적 자유주의에 기반한 자유 시장 경제를 옹호했다.
- 경쟁 및 공정한 발전.
- 국내 소비 및 수출을 위한 국내 생산.
- 중소기업 육성 및 해외 투자에 대한 신뢰 조성.

### 교육, 청소년 및 고용
- 교육에 대한 동등한 접근성을 통한 인적 자원 개발.
- 질 높고 수준 높은 교육.
- 젊은이들에게 높은 기술을 갖추게 할 기술 및 전문 훈련.
- 고등 교육을 위한 학자금 대출 및 장학금 계획 도입.

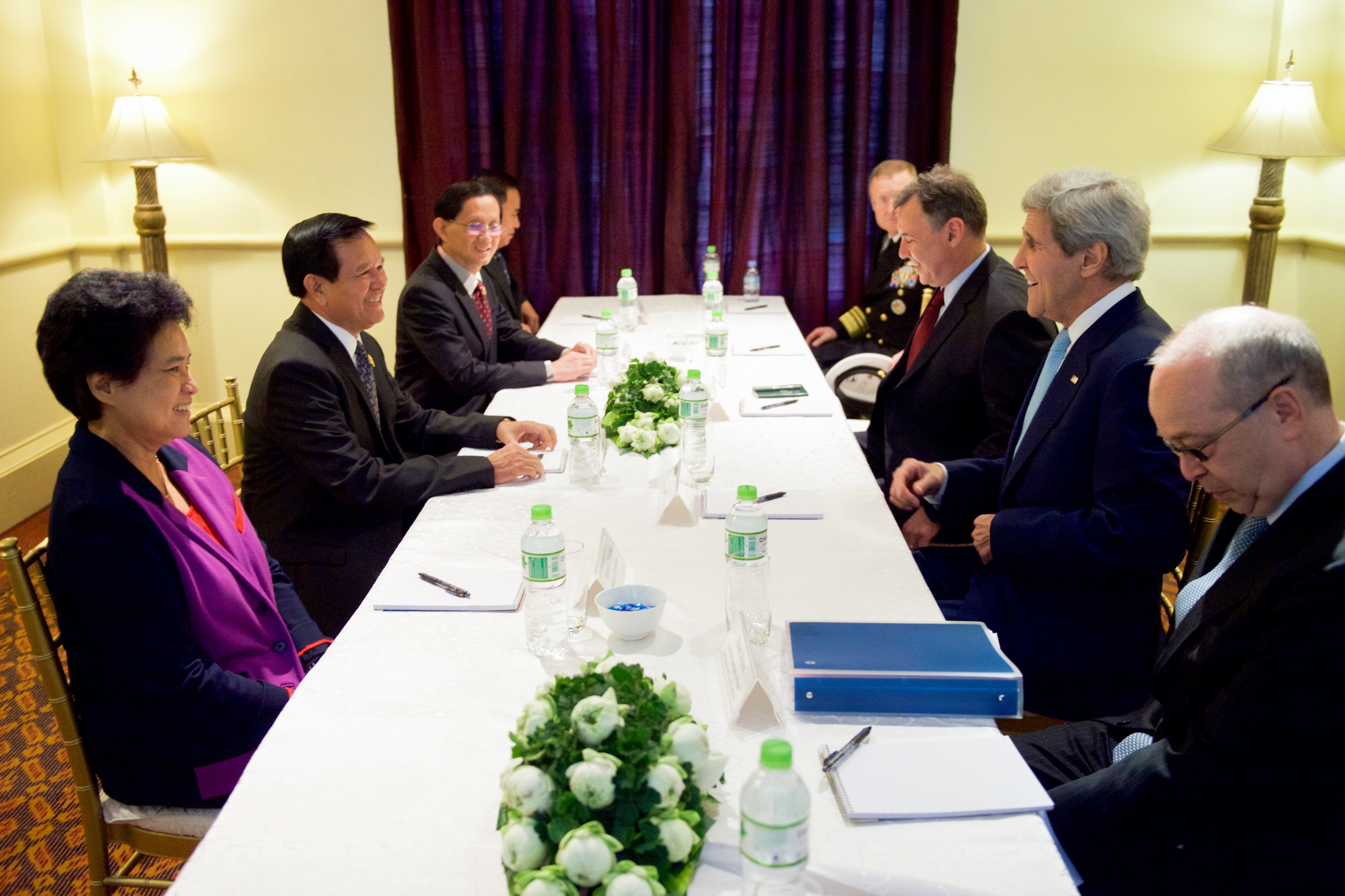
켐 소카 부총재와 기타 당 관계자들이 존 케리 미국 국무장관을 만난다.

### 의료
- 보편적 건강보장
- 깨끗한 물, 위생 및 위생 시스템.
- 의료진의 전문성과 윤리 개선, 적절한 의약품 및 의료 장비 제공을 통한 의료 시스템 개혁.

### 농업
CNRP는 충분한 농지 제공과 농업 기술 활용, 경쟁력, 농산물 품질 향상, 농산물 시장 개척, 농업 대출 이자를 월 1%로 고정함으로써 농민의 생활 수준 향상을 요구했다.

### 여성 인권
CNRP는 여성의 재정적 안정, 사회 복지, 토지, 교육, 건강, 정의, 정치 분야에서 기회를 보장함으로써 공적 및 사적 생활의 모든 영역에 동등하게 참여하도록 모든 여성을 지원하여 캄보디아 사회의 기반을 강화해야 한다고 믿었다.

## 지역별 지지

2013년 캄보디아 총선 결과, CNRP가 승리한 주는 파란색으로 표시되어 있으며, 득표율에 따라 음영 처리됨.

과반수
     소수
| No.  | 선거구           | 획득 의석 | 득표수    | 득표율 |
| ---- | ---------------- | --------- | --------- | ------ |
| 1    | 반테아이메안체이 | 2 / 6     | 64,732    | 25.33% |
| 2    | 바탐방           | 3 / 8     | 162,527   | 38.09% |
| 3    | 캄퐁참           | 10 / 18   | 457,819   | 51.10% |
| 4    | 캄퐁츠낭         | 2 / 4     | 96,208    | 39.30% |
| 5    | 캄퐁스프         | 3 / 6     | 186,867   | 46.92% |
| 6    | 캄퐁톰           | 3 / 6     | 115,880   | 40.46% |
| 7    | 캄폿             | 3 / 6     | 125,320   | 41.64% |
| 8    | 칸달             | 6 / 11    | 366,056   | 55.76% |
| 9    | 켑               | 0 / 1     | 4,165     | 20.84% |
| 10   | 코콩             | 0 / 1     | 11,017    | 25.12% |
| 11   | 크라티에         | 1 / 3     | 59,774    | 41.68% |
| 12   | 몬둘키리         | 0 / 1     | 4,244     | 17.50% |
| 13   | 오다르메안체이   | 0 / 1     | 21,968    | 26.96% |
| 14   | 파일린           | 0 / 1     | 8,959     | 32.57% |
| 15   | 프놈펜           | 7 / 12    | 382,880   | 57.68% |
| 16   | 프레아비헤아르   | 0 / 1     | 19,199    | 22.42% |
| 17   | 프레이벵         | 6 / 11    | 287,778   | 49.95% |
| 18   | 푸르사트         | 1 / 4     | 48,217    | 23.98% |
| 19   | 라타나키리       | 0 / 1     | 7,821     | 14.59% |
| 20   | 시엠레아프       | 2 / 6     | 140,737   | 35.58% |
| 21   | 시아누크빌       | 0 / 1     | 30,558    | 34.95% |
| 22   | 스퉁트렝         | 0 / 1     | 6,962     | 14.94% |
| 23   | 스바이리엥       | 2 / 5     | 99,600    | 33.04% |
| 24   | 타케오           | 4 / 8     | 236,686   | 45.73% |
| 합계 | 합계             | 55 / 123  | 2,946,176 | 44.46% |

### 지지 기반
CNRP의 지지 기반은 도시 인구 밀집 지역과 토지 강탈 위기로 생계에 영향을 받는 농촌 마을, 그리고 크메르 루주 이후 세대의 젊은 베이비붐 세대였다.

## 당 대표 목록
| No. | 이름    | 임기 시작       | 임기 종료        | 부대표     |
| --- | ------- | --------------- | ---------------- | ---------- |
| 1   | 삼 랭시 | 2012년 7월 17일 | 2017년 2월 11일  | 켐 소카    |
| 2   | 켐 소카 | 2017년 3월 2일  | 2017년 11월 16일 | 엥 차이 엥 |
| 2   | 켐 소카 | 2017년 3월 2일  | 2017년 11월 16일 | 무 소추아  |
| 2   | 켐 소카 | 2017년 3월 2일  | 2017년 11월 16일 | 폴 홈      |

## 조직
집행 위원회
| 1. 임 소반 (위원장) 2. 마오 모니반 (부위원장) 3. 옘 폰헤아리트 (명예 의장) 4. 쿠오이 분룬 5. 켐 모노비티아 6. 키 완다라 7. 반 찬 |

상임 위원회
| 1. 켐 소카 (위원장) 2. 폴 홈 (부위원장) 3. 무 소추아 (부위원장) 4. 엥 차이 엥 (부위원장) 5. 임 소반 (사무총장) 6. 오우 찬리트 7. 옘 폰헤아리트 8. 키 완다라 9. 호 반 10. 마오 모니반 11. 쿠오이 분룬 12. 켐 모노비티아 | 13. 반 찬 14. 티울롱 사우무라 15. 킴수어 피리트 16. 타치 세타 17. 손 차이 18. 체암 찬니 19. 툰 육다 20. 림 분시다렛 21. 케오 삼바트 22. 케 소반나롯 23. 멘 소타바린 |

## 선거 결과

### 총선
| 선거 | 대표    | 득표      | 득표 | 득표 | 의석     | 의석 | 순위 | 정부   |
| 선거 | 대표    | #         | %    | ±    | #        | ±    | 순위 | 정부   |
| ---- | ------- | --------- | ---- | ---- | -------- | ---- | ---- | ------ |
| 2013 | 삼 랭시 | 2,946,176 | 44.5 | 15.9 | 55 / 123 | 26   | 2위  | 인민당 |

### 지방 선거
| 선거 | 대표    | 득표      | 득표 | 득표 | 코뮌장      | 코뮌장 | 의원           | 의원  | 순위 |
| 선거 | 대표    | #         | %    | ±    | #           | ±      | #              | ±     | 순위 |
| ---- | ------- | --------- | ---- | ---- | ----------- | ------ | -------------- | ----- | ---- |
| 2017 | 켐 소카 | 3,056,824 | 43.8 | 13.1 | 489 / 1,646 | 449    | 5,007 / 11,572 | 2,052 | 2위  |

## 같이 보기
- 2013-2014년 캄보디아 시위